# 相沢早苗
相沢 早苗（あいざわ さなえ 1958年5月30日 -  ）は、日本のフリーアナウンサー、キャスター。長野県更埴市出身。

## 来歴・人物
- 血液型AB型。
- 元オールウェーブ・アソシエツ所属。
- 本名は大沼 早苗（旧姓:相沢）。
- 日本工学院専門学校卒業[1]。
- 長野県出身。
- 夫はキャスターの大沼啓延。
- TBSの『お天気ネットワーク』、『あの街この町天気予報』、『日本列島あしたのお天気』等にレギュラー出演。「お天気おねえさん」として親しまれた[3]。
- その後、整体師の学校に通い赤坂で整体の治療院（さなえ健康工房）を開業した。

## 主な出演

### テレビ
- お天気ネットワーク（TBS）
- あの街この町天気予報（TBS）
- 日本列島あしたのお天気（TBS）
- パパはニュースキャスター（TBS）
- 朝のホットライン（TBS）
- ときめき生情報810（TBS）
- 花王生CM（3時にあいましょう、アッコにおまかせ!（TBS）、モーニングショー（テレビ朝日））
- われら青春!（日本テレビ）
- 元旦まで感動生放送!史上最大39時間テレビ「ずっとあなたに見てほしい 年末年始は眠らない」（TBS）
- とうきょう手帳（テレビ東京）
- 東京NOW（テレビ朝日）
- HAMA大国（テレビ神奈川）

### ラジオ
- 陳平の花の日曜大学（TBSラジオ）
- 大沼ヒロノブのWAKUWAKU土曜はパラダイス!!（静岡放送）
- 丸茄子おやきと三平餅（信越放送）

### CM
- 花王
  - 上記生CM（『ソフィーナ ファンデーション』など）
  - 『バブ』
  - 『ガードハロー つぶ塩』 - 夫・大沼と共演（1989年 - 1990年頃）